# Navotas
Navotas é um cidade de  segunda classe de renda da cidade (d) na região Grande Manila (NCR), nas Filipinas. De acordo com o censo de 1 de maio  de  2020 possui uma população de 247 543 pessoas e 63 167 domicílios.

## Geografia
A cidade ocupa uma estreita faixa de terra ao longo da costa oriental da baía de Manila. Navotas está situada ao norte de Manila, à oeste de Malabon, e ao sul de Obando em Bulacan.
Navotas originalmente era uma parte adjacente a Malabon, e ambas eram separadas por um córrego. As águas turbulentas da baía de Manila foram erosando a frágil faixa de terra entre a cidade e o distrito de Tondo de modo que a água do mar continuou a fluir através desta abertura, especialmente na maré alta, até formar com o tempo um canal de água conhecido como o Rio Navotas. Este fenômeno natural pode ter dado origem ao nome nabutas que com o decorrer do tempo evoluiu para Navotas, que significa literalmente atravessado.
Navotas faz parte da sub-região de Metro Manila informalmente chamado CAMANAVA, formada pelas cidades de Caloocan, Malabon, Navotas e Valenzuela.
Navotas é propensa a inundações, especialmente durante a estação chuvosa e durante a maré alta, mas os governos nacional e local estão tratando de amenizar o problema. Poluição e superpopulação são outras questões que o governo está tentando resolver.

## História
O nome original dado ao lugar quando ainda era parte de Malabon foi de San José de Navotas (São José de Navotas), em homenagem ao seu patroeiro, São José.
Fazia parte do Corregimento de Tondo.
Em 20 de dezembro de 1827 inicia-se o movimiento pela emancipação de Navotas e Bangkulasi, que eram então partes de Tambobong. Os representantes de ambas as localidades solicitaram ao governo espanhol a secessão de seus bairros para formar un novo município, objetivo que conseguiram em 6 de fevereiro de 1859. Cavada tornou-se num município independente.
Em 11 de junho de 1901 as autoridades norte-americanas criam a província de Rizal integrando à esta o município. Em 1904 San José de Navotas fundiu-se novamente com Malabón. Separaram-se em 16 de janeiro de 1906.
Em 4 de junho de 2007, após um plebiscito, Navotas tornou-se numa cidade.

## Economia
Apelidada como a Capital da Pesca das Filipinas, 70% de sua população dedica-se tanto à pesca como às industrias relacionadas. Navotas ocupa uma orla estratégica e adequada para todos os tipos de embarcações.

## Bairros
A cidade de Navotas divide-se administrativamente em 14 barangays ou bairros, todos de caráter urbano, divididos em dois Distritos.

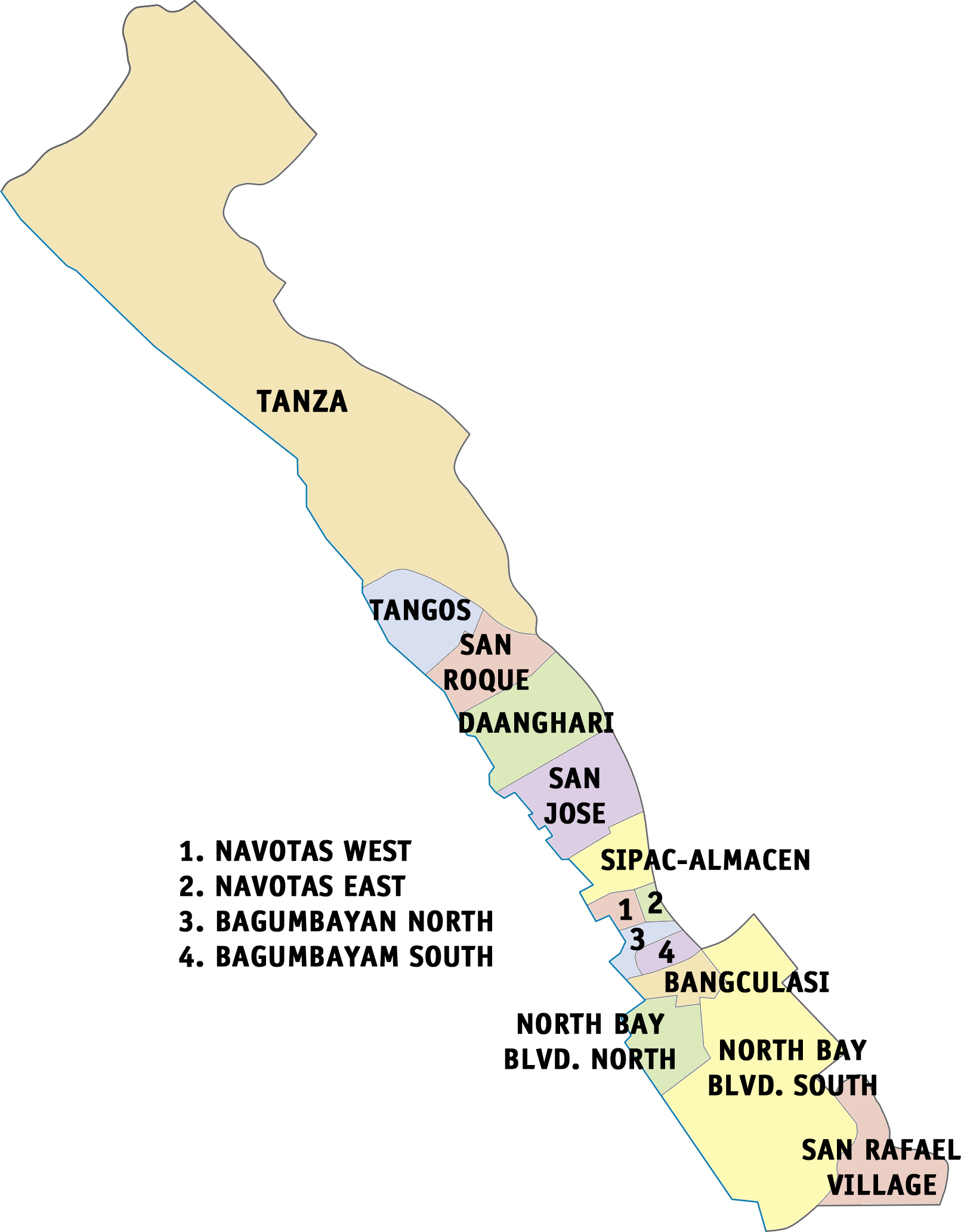
Barangays de Navotas

Distrito 1
- Bagumbayan do Norte
- Bagumbayan do Sul
- Bangkulasi
- Navotas do Este
- Navotas do Oeste
- North Bay Blvd., Norte
- North Bay Blvd., Sur
- San Rafael Village
- Sipac-Almacén

Distrito 2
- Daanghari
- San José
- San Roque
- Tangos
- Tanza